# 喬勒什蒂鄉
45°26′N 27°18′E / 45.433°N 27.300°E
喬勒什蒂鄉（羅馬尼亞語：Comuna Ciorăști, Vrancea），是羅馬尼亞的鄉份，位於該國東部，由弗朗恰縣負責管轄，面積98平方公里，海拔高度40米，2002年人口3,530，人口密度每平方公里36人。